# 前田土芽
前田 土芽（まえだ どが、1996年11月30日 - ）は、ジャパンラグビーリーグワンルリーロ福岡に所属するラグビーユニオン選手。

## プロフィール
- 長崎県長与町出身[1]。
- ポジションはスタンドオフ(SO)、センター(CTB)。
- 身長 179cm、体重 87kg
- ニックネームはドガ[2]。
- 日本代表キャップは4。（2018年4月現在）。
- U20日本代表に選ばれたことがある[3]。
- 父の希土は海星高校教員でラグビー部監督[4]。

## 略歴
3歳からラグビーを始めた。
2015年、海星高校卒業後、筑波大学に入る。なお海星高校時代、高校日本代表に選ばれたことがある。
2016年4月30日に行われた2016年アジアラグビーチャンピオンシップ第1戦韓国戦で途中出場で日本代表初キャップを獲得した。
2018年、筑波大学ラグビー部の副将に就任した。
2019年、筑波大学卒業後、NTTコミュニケーションズシャイニングアークスに加入。　
2021年3月6日にジャパンラグビートップリーグ第3節クボタスピアーズ戦に先発出場で公式戦初出場を果たす。同年6月、再結成されたサンウルブズのメンバーに選ばれた。
2022年、NECグリーンロケッツ東葛に加入。
2024年8月、ルリーロ福岡に加入。